# Абу Абдалла Мухаммад IV аль-Мустансир
Мухаммад IV (или Абу Абдалла Мухаммад IV ибн Абуль-Хасан Мухаммад аль-Мустансир, ум. 1435) — двадцатый правитель государства Хафсидов в Ифрикии в 1434-1435 годах, девятнадцатый халиф Хафсидов.

## Биография
Мухаммад аль-Мустансир наследовал своему деду Абд аль-Азизу в 1434 году (его отец Абуль-Хасан Мухаммад умер раньше деда). Вскоре после вступления Мухаммада на престол некоторые его родственники восстали при поддержке арабских шейхов. В итоге уже через несколько месяцев, в 1435 году, он был свергнут своим братом Абу Умаром Усманом.
За время правления Мухаммада был построен фонтан и медресе Аль-Мунтасария.